# 俄羅斯軍艦，去你媽的

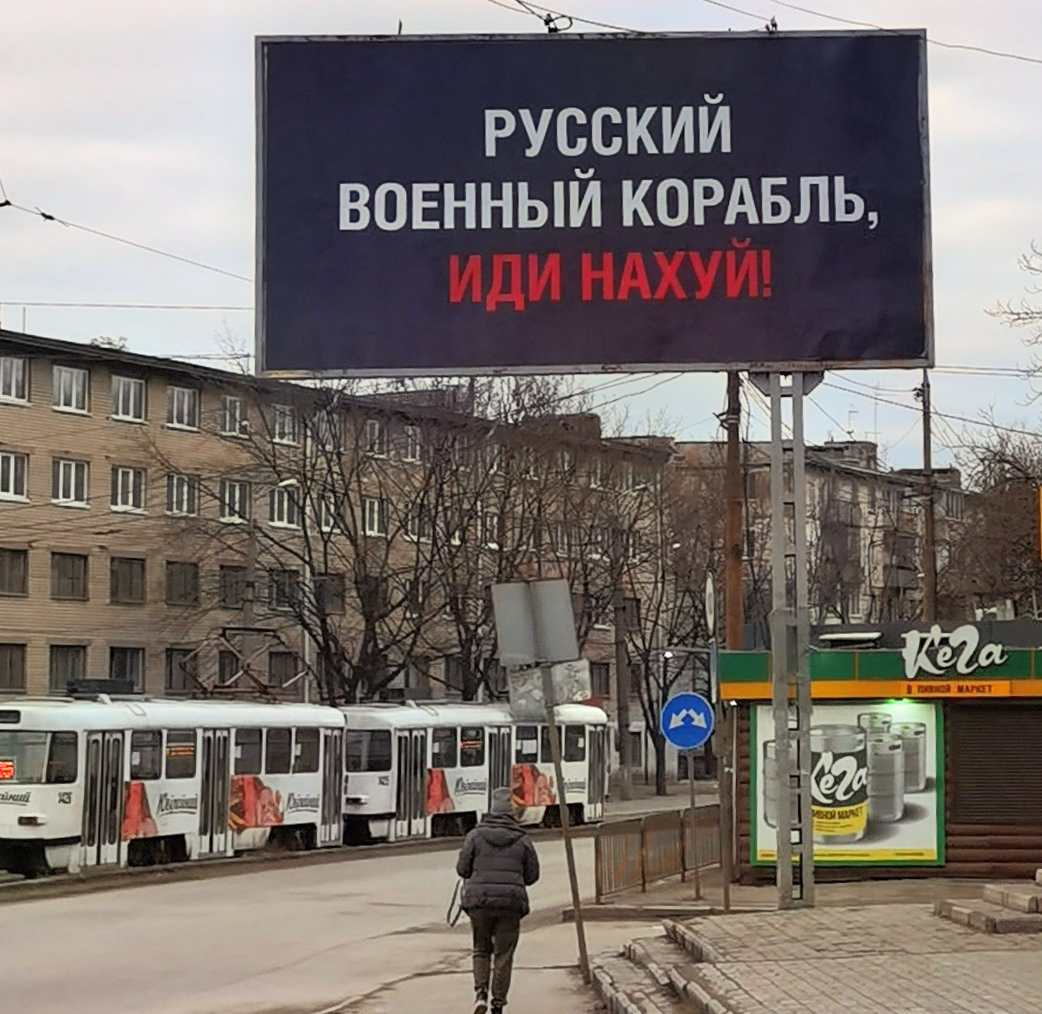
烏克蘭第聶伯河畔印有「俄羅斯軍艦，去你媽的」短句的廣告牌

「俄羅斯軍艦，去你媽的」（羅馬化：Russkiy voyennyy korabl', idi na khuy）是一句在2022年2月24日俄羅斯入侵烏克蘭蛇島戰役中，駐守蛇島的烏克蘭邊防人員之一罗曼·赫里博夫對俄羅斯莫斯科號飛彈巡洋艦招降的回應。這句話成為烏克蘭反對俄羅斯佔領者的鬥爭標誌之一，也因反對俄羅斯入侵烏克蘭的民眾傳播而成為網路迷因。

## 起源
2022年2月24日，一艘俄羅斯軍艦接近蛇島，向駐守蛇島的烏克蘭邊防人員喊話：
俄舰：“蛇岛，我舰——俄罗斯军舰，重复建议：放下武器投降，否则你们将遭到轰炸。是否明白？收到了吗？”
赫里博夫对另一乌士兵：“看来话说完了。要不，我们是不是要骂回去？”
另一乌士兵对赫里博夫：“也许可以。”
赫里博夫：“俄羅斯軍艦，去你媽的。”
随后，俄羅斯海軍莫斯科號飛彈巡洋艦和瓦西里·貝科夫號巡邏艦用艦炮炮擊了蛇島。烏克蘭內政部長顧問安東·赫拉什琴科稱13名邊防人員陣亡，烏克蘭總統澤連斯基也称俄羅斯軍隊殺死了保衛该岛的所有乌克兰士兵。俄羅斯聯邦國防部發言人伊戈爾·科納申科夫則表示82名烏克蘭軍人被俘虜或投降。
對話的錄音檔由赫拉什琴科提供， 然後通過《烏克蘭真理報》和烏克蘭以外的媒體傳播。
錄音檔流傳到網路上，引起網路一片譁然，烏克蘭人對此極大的憤慨。而據稱已經陣亡的13名邊防人員因其勇敢而在社交媒體上受到表彰。烏克蘭總統弗拉基米爾·澤連斯基向13名邊防人員授予烏克蘭英雄勳章。
2月28日，俄羅斯官方稱蛇島守軍總計82人，因勢單力孤戰敗，其後全数被俘虏至克里米亞塞瓦斯托波爾的軍事基地，但仍然在生、狀態良好，乌克兰海军随后通过Facebook证实了这一消息。同日，乌克兰海军驳斥俄罗斯当局宣传称乌克兰当局「放弃」或「遗忘」了他们在蛇岛的官兵。乌克兰海军提醒俄罗斯称，蛇島守軍两次英勇击退了俄罗斯入侵者对蛇岛的攻勢，但侵略者不知何故忘記了他们已经完全摧毁了岛上的灯塔、塔楼、天线等基础设施，導致烏軍總部完全無法聯絡蛇島守軍，其失聯完全非烏方可控範圍以內。

### 人物
羅曼·瓦倫廷諾維奇·赫里博夫（羅馬化：Roman Valentynovych Hrybov），時任乌克兰邊防局憲兵，在蛇岛战役辱罵回應招降俄軍而被報導。3月29日，乌克兰国防部表示，罗曼·赫里博夫作为俘虏交换的其中一人从俄军的囚禁中获释，切尔卡瑟州州政府负责人伊戈尔·塔布列茨授予边防卫队“为切尔卡瑟州服务”奖勋章。

## 使用
2022年2月26日，烏克蘭軍隊炸毀了連接烏克蘭鐵路和俄羅斯鐵路之間的鐵路樞紐，以阻止俄羅斯鐵路公司向烏克蘭運送俄羅斯軍隊設備和人員。俄羅斯鐵路方面要求烏克蘭出於人道主義恢復樞紐，烏克蘭調度員回話：「俄羅斯火車，去你媽的！」而烏克蘭軍隊為了使入侵烏克蘭的俄羅斯士兵迷路，將烏克蘭原有的路標拆除，換上了寫有髒話的路標，「去你媽的」這句話鑲嵌在路標上。
另外有格魯吉亞的運油船拒絕了俄羅斯船隻補油的要求，並以“俄羅斯船隻，去你媽的”作回應。當俄羅斯船隻的船員指船隻快將沒油時，格魯吉亞運油船船員指他們可以使用划槳划回岸邊，影片一公開隨即爆紅。

## 文化影响

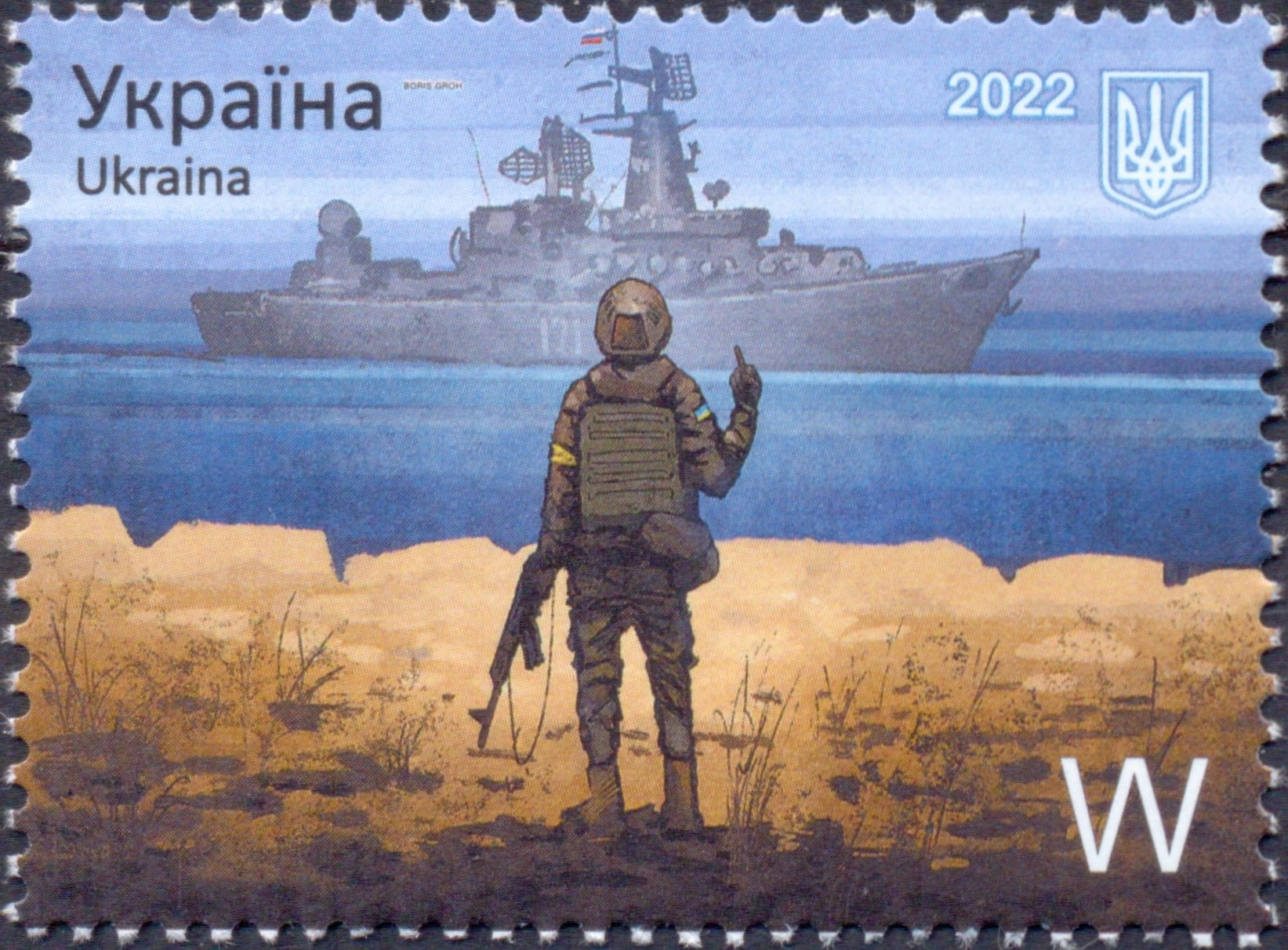
乌克兰发行的邮票 ，2022年4月12日流通使用

2022年3月1日，乌克兰宣布一项开发邮票的竞赛，参赛者被要求提交邮票草图，并从3月8日开始在Facebook上进行投票。最终在500多名的投稿者中，由来自利沃夫的艺术家鲍里斯·格罗（Boris Groh）的设计获得胜利，他描绘了一名乌克兰士兵站在岸边对着一艘俄罗斯船只举起中指，背景是像征乌克兰国旗的黄色的地面和蓝色的海洋，并带有著名标语「俄罗斯军舰，去他妈的」。乌克兰邮政局于2022年4月12日正式发行100万枚邮票，并投入流通
。邮票发行之后第二天，俄罗斯黑海舰队的旗舰莫斯科號飛彈巡洋艦被乌军以海王星反艦飛彈击中并于次日沉没。消息传来后，该邮票在乌克兰的销量飙升和引起了抢购潮。乌克兰国家邮政随后发布了第二版纪念邮票，展示莫斯科号已被击沉的现状。